# 베이루트 시립경기장
베이루트 시립경기장(Municipal Stadium of Beirut)은 레바논 베이루트에 있는 다목적 경기장이다. 현재는 주로 축구 경기에 사용된다.